# Mujer comprada
Mujer comprada est une telenovela mexicaine diffusée en 2009-2010 par Azteca 13.